# Estadio de l'Arbre-Sec
El estadio de l'Arbre-Sec es un estadio de fútbol del club Stade Auxerre, en Auxerre, región de Borgoña-Franco Condado, Francia. Tiene una capacidad de 4.000 localidades.
El club tuvo su primer terreno en 1942 y el estadio fue inaugurado en 1945. Se encuentra en la orilla derecha del río Yonne, al sureste de Auxerre.
Se encuentra cerca del estadio de l'Abbé-Deschamps, perteneciente a sus rivales del AJ Auxerre.
- Datos: Q3496002